# Éclipse solaire du 2 octobre 2024
Une éclipse solaire annulaire a lieu le 2 octobre 2024, c'est la 18e éclipse annulaire du XXIe siècle.

## Parcours

Trajectoire de l'éclipse sur la Terre.

Commençant juste au nord de l'équateur dans l'océan Pacifique, cette éclipse se propage vers le sud, et traverse la Patagonie, ensuite passe juste au nord des iles Malouines, pour finir dans l'Atlantique Sud.